# Биггс, Тайрелл
Тайрелл Биггс (англ. Tyrell Biggs; 22 декабря 1960, Филадельфия, Пенсильвания, США) — американский боксёр-профессионал, выступавший в тяжёлой весовой категории. Чемпион XXIII Олимпийских игр в весовой категории свыше 91 кг (1984). Чемпион мира среди любителей (1982). Бронзовый призёр Панамериканских игр в Каракасе (1983). Двукратный чемпион США среди любителей. Бывший претендент на титул чемпиона мира.

## Любительская карьера
Первый крупный успех, как боксёр-любитель, Биггс получил, выиграв в 1981 году золотую медаль в Национальном чемпионате Соединённых Штатов в супертяжёлом весе. Повторил это достижение в следующем году. В том же 1982 году завоевал золото на чемпионате мира в Мюнхене (ФРГ), где в финале победил по очкам Франческо Дамиани из Италии, который побил легендарного Теофило Стивенсона ранее в чемпионате. В 1983 году Биггс завоевал бронзовую медаль на Панамериканских играх, проиграв  будущему профессиональному претенденту -  кубинцу Хорхе Луису Гонсалесу в полуфинале. Позже Биггс выиграл решением судей 3:2 у кубинца Анхеля Милиана, который победил сильного американского тяжеловеса-любителя Грега Пейджа пять лет назад.
В 1984 году Биггс завоевал золотую медаль на летних Олимпийских играх в Лос-Анджелесе, штат Калифорния, победив будущего абсолютного чемпиона среди профессионалов Леннокса Льюиса в четвертьфинале. В Олимпийском финале Биггс снова победил по очкам Франческо Диамини. Кубинцы, в том числе Теофило Стивенсон, который 2 раза победил Биггса до Олимпиады, не принимали участия в олимпийских играх из-за бойкота социалистических стран.

## Профессиональная карьера
Он стал профессионалом вскоре после победы на Олимпийских играх. Выходил на ринг со множеством будущих и действующих на тот момент звёзд бокса. К сожалению, Биггс постоянно боролся с наркотической и алкогольной зависимостью. Он должен был вступить в реабилитационный центр всего через несколько месяцев после того, как стал профессионалом. В статье, опубликованной, когда ему было 40 лет, его характеризовали, как «по-прежнему борющегося с наркотической зависимостью».
Некоторые заявляют, что карьера Биггса после боя с Тайсоном фактически закончилась.

## 1984—1990
Дебютировал в ноябре 1984 года в бою с Майком Эвансом, которого победил единогласным решением в 6-раундовом бою.
Затем победил Джеймса Тиллиса, Джеффа Симса, Ренальдо Снайпса, Дэвида Бэя.

### 1987-10-16Майк Тайсон—Тайрелл Биггс
- Место проведения:  Атлантик Сити, Нью-Джерси.
- Результат: Победа Тайсона техническим нокаутом в 7-м раунде в 12-раундовом бою
- Статус: Чемпионский бой за титул WBC в тяжелом весе (4-я защита Тайсона); чемпионский бой за титул WBA в тяжелом весе (3-я защита Тайсона); чемпионский бой за титул IBF в тяжелом весе (1-я защита Тайсона);
- Рефери: Фрэнк Капуччино
- Время: 2:59
- Вес: Тайсон 96,00 кг; Биггс 102,10 кг
- Трансляция: HBO

В октябре 1987 года состоялся бой двух непобеждённых боксёров — абсолютного чемпиона мира в супертяжелом весе Майка Тайсона и олимпийского чемпиона Тайрелла Биггса, который в четвертьфинале Олимпиады 1984 победил Леннокса Льюиса. Бой против Тайрелла Биггса — это мечта Тайсона, которая осуществилась в 1987 году. Майк хотел доказать всем, что он тоже может представлять Америку на Олимпийских играх и решил наказать Тайрелла Биггса. Биггс надеялся побить Тайсона своими быстрыми движениями и джебом, который Тайсон не раз блокировал в этом бою. Однако, Тайсон продолжал серию ударов в лицо и корпус, что впоследствии позволило ему уже в 7-м раунде левым крюком отправить Биггса в нокдаун. Тайсон сразу после боя заявил: « Я бы мог побить Тайрелла Биггса ещё в третьем раунде, но я хотел, чтобы он надолго запомнил мой удар и эту ночь».

### 1988-10-29Франческо Дамиани—Тайрелл Биггс
- Место проведения:  Атлантик Сити, Нью-Джерси.
- Результат: Победа Дамиани техническим нокаутом в 5-м раунде в 12-раундовом бою
- Статус: рейтинговый бой
- Рефери: Фрэнк Капуччино
- Время: 2:59
- Вес: Дамиани 99,00 кг; Биггс 102,10 кг
- Трансляция: HBO

В 1988 году состоялся бой Тайрелла Биггса и Франческо Дамиани. 1-й раунд начался с разведки джебами на дальней дистанции, в котором Биггс переигрывал своего соперника, однако в конце раунда Дамиани пошёл вперёд и выровнял положение. 2-й раунд проходил на средней и ближней дистанции с небольшим преимуществом Дамиани. Оба боксёра сумели потрясти друг друга в этом раунде. С 3 раунда Дамиани начал доминировать в бою, разрывая дистанцию и пробивая мощные серии. В 5-м раунде после одной из атак у Биггса образовалось рассечение, и угол Биггса принял решение об остановке боя.
В 1990 году Биггс победил единогласным решением судей Осси Окасио.

## 1991-03-02Риддик Боу —Тайрелл Биггс
- Место проведения:  Харрахс Марина Хотел Касино, Атлантис Сити, Нью-Джерси, США
- Результат: Победа Боу техническим нокаутом в 8-м раунде в 10-раундовом бою
- Статус: Рейтинговый бой
- Рефери: Фрэнк Капуччино
- Счёт судей: 69—65, 67—66, 67—66 — все в пользу Боу
- Время: 2:17
- Вес: Боу 102,30 кг; Биггс 102,10 кг
- Трансляция: ABC

В марте 1991 Тайрел Биггс вышел на ринг против Риддика Боу.
В 1-м раунде Боу сразу же набросился на Биггса, но Биггс выдержал и встретил его несколькими джебами, в концовке Биггс пробил несколько жёстких ударов в голову. После обмена ударами во 2-м раунде Боу уже не действовал столь агрессивно, как и в начале, Биггсу удавалось перерабатывать его на контратаках. В третьем раунде Боу обрушил на Биггса град атак, однако Тайрелл Биггс не был потрясён, и в конце раунда пробил левый боковой в голову Боу. Боу отлетел к канатам, которые спасли его от нокдауна. Биггс попытался добить Боу, но раунд закончился. В 4-м раунде Боу удалось запереть Биггса у канатов и нанести с дюжину ударов по корпусу. 5 раунд выиграл Биггс в основном за счёт джебов и апперкотов с дальней дистанции. 6 раунд проходил с преимуществом Боу, но в середине раунда Биггсу удалось потрясти Боу двойкой, а затем серией в голову. 7 раунд убедительно выиграл Биггс в основном за счёт ударов с дальней дистанции. В середине 8-го раунда Боу провёл правый свинг в голову противника. Биггс упал на канвас. Он еле поднялся на счёт "9". Боу сразу же кинулся добивать его. Боу выбросил пять левых хуков в голову, после чего Биггс рухнул на настил. Видя это избиение, комментаторы ABC посоветовали остановить бой прямо сейчас. Рефери прекратил бой, не открывая счёт. Биггс лежал на полу больше минуты.

## 1991—1998
В ноябре 1991 года Биггс проиграл нокаутом в 3-м раунде Ленноксу Льюису. Биггс постарел и утратил былую скорость, но тем не менее выглядел неплохо. Первый раунд прошёл в разведке с дальней дистанции. В 3 раунде Биггсу удавалось немного переигрывать Льюиса, но за минуту до конца раунда Льюис пробил правый боковой, Тайрелл Биггс упал, но сразу поднялся. Пытаясь отыграться, Биггс пробил длинный боковой, сильно провалившись. Льюис провёл встречный хук и снова отправил Биггса в нокдаун. Биггс с трудом поднялся. Льюис кинулся его добивать, Биггс ушёл в защиту у канатов, но в итоге снова упал на пол. Льюис победил техническим нокаутом в 3 раунде, тем самым взяв реванш за поражение в четвертьфинале Олимпиады.
После этого боя Биггс выиграл 6 боёв.
В 1993 году встретился с Майком Хантером. Хантер победил единогласным решением судей.
В декабре 1993 года Биггс принял участие в народном турнире в супертяжёлом весе в заливе в Сент-Луисе, штат Миссисипи. Он победил в 3-раундовых боях непобеждённого Евгения Судакова и Шейна Сатклиффа, однако проиграл единогласным решением судей в 3-раундовом бою Тони Таббсу. 
В феврале 1994 года Биггс проиграл единогласным решением судей Бастеру Матису-младшему.
В апреле 1994 года Биггс проиграл техническим нокаутом в третьем раунде Рэю Энису.
В сентябре 1997 году Биггс проиграл нокаутом во 2 раунде Ларри Дональду.
В августе 1998 Биггс встретился с Келтоном Дэвисом. Биггс победил нокаутом во 2 раунде, после чего покинул ринг.